# 23754 Rachnareddy
23754 Rachnareddy là một tiểu hành tinh vành đai chính với chu kỳ quỹ đạo là 1290.9667684 ngày (3.53 năm).
Nó được phát hiện ngày 22 tháng 5 năm 1998.